# Custingophora olivacea
Custingophora olivacea är en svampart som beskrevs av Stolk, Hennebert & Klopotek 1968. Custingophora olivacea ingår i släktet Custingophora, klassen Sordariomycetes, divisionen sporsäcksvampar och riket svampar.   Inga underarter finns listade i Catalogue of Life.